# カワサキ・ヴェルシス1000
ヴェルシス1000（Versys1000）は、川崎重工業モーターサイクル&エンジンカンパニーが製造しているオートバイである。
Versysの名前の由来はVertex（頂点）とSystem（システム）からきている。

## 概要
Z1000のエンジンをベースとしたロングストロークサスペンションのアドベンチャーバイクである。メーカーはあらゆる道を走破するストリートサーファーと位置付けていて、長距離走行を想定したリアキャリアを標準装備、最大積載量は220kg、シートはZ1000の約2倍の厚みとなっている。パッセンジャーシートはフロントシートよりクッション性を高めてありタンデムライディングにも配慮されている。
電子制御はトラクションコントロールシステムであるKTRC（カワサキ・トラクション・コントロール）を導入しており、モードはオフを含めて4種類から選択可能。ABSを標準搭載。エンジンの出力特性を任意に変更できるパワーモードもある。フルパワーとローパワーから選択でき、ローパワーはフルパワーの約75%。